# واتوموللا
واتوموللا (به لاتین: Watumulla) یک منطقهٔ مسکونی در سری‌لانکا است که در استان مرکزی (سری‌لانکا) واقع شده‌است.